# Amata atkinsoni
Amata atkinsoni là một loài bướm đêm thuộc phân họ Arctiinae, họ Erebidae.